# Надежда (вокально-инструментальный ансамбль)
«Наде́жда» — советский и российский вокально-инструментальный ансамбль (ВИА), основанный в 1975 году музыкальным администратором Мишей Плоткиным после раскола ВИА «Лейся, песня» и ухода из ансамбля вместе с Плоткиным части музыкантов. Назван по одноимённой песне Александры Пахмутовой и Николая Добронравова, чьи песни постоянно присутствовали в репертуаре ансамбля.

## История
В 1975 году в созданном год назад вокально-инструментальном ансамбле «Лейся, песня», основанным Валерием Селезнёвым и опытным музыкальным администратором Мишей Плоткиным, произошёл раскол. Плоткин спустя сорок лет так описывал этот конфликт:
Музыканты в ансамбле «Лейся, песня» все были очень сильные, а Валерка Селезнёв просто великолепный музыкант. Если бы не пил. В этой ситуации очень жалко его. Жизнь Селезнёва мне напоминает судьбу Бориса Ельцина. Люди, пользуясь тем, что он выпивает, решали свои тёмные делишки. Именно это и заставило меня уйти. Никто не может сказать, что Плоткина выгнали, Плоткин всегда уходил сам. <…> Ребята перестали прислушиваться, начали всё делать по-своему и не всегда правильно. Началась звёздная болезнь. И в какой-то момент я заявил, что ухожу. Я никого не звал за собой, никого не уводил. Но, узнав, что я ухожу, за мной ушёл Игорь Иванов, за ним Слава Улановский, Скрипцов, Киселёв, короче говоря, все, кто не пили.
Название «Лейся, песня» осталось за группой Селезнёва, но группа Плоткина около двух месяцев работала под тем же названием в сборных концертах. У ансамбля не хватало аппаратуры, и частично проблема была решена с приходом вокалиста Феликса Красиловского с двумя своими колонками. «Правда, проработал он у нас недолго, — вспоминал Плоткин. — Чувствовалось, что не наш. Другая школа, другой стиль».
В это время возникло новое название ансамбля, которое предложил редактор музыкальных программ на радио Чермен Касаев. Пришедшему к нему Плоткину он, в момент, когда к ним обоим вошёл поэт Николай Добронравов, он сказал: «Я знаю, как будет называться твой ансамбль! Надежда!» — по известной песне Александры Пахмутовой и Николая Добронравова. С песни этого же тандема «Новая дорога» ансамбль «Надежда» был впервые показан по телевидению 31 декабря 1975 года. Эта песня также исполнялась ансамблем «Лейся, песня» и была записана им для телевидения, но Плоткин считал, что поскольку Пахмутова и раньше общалась почти исключительно с ним, то у него на эту песню есть моральное право.
Гитарист Вячеслав Семёнов, работавший в «Надежде» в 1976—1977 годах, вспоминал, что «ансамбль „Надежда“ был на подъёме. Миша Плоткин очень мудрый и сильный руководитель, всё четко выстраивал. Мы даже в программах участвовали со звёздными коллективами. С „Пламя“, с „Самоцветами“… <…> Миша Плоткин занимался всем. Подбором репертуара, постановкой и режиссурой концертов, организацией гастролей, проживания. И так далее, и так далее. Он был в «Надежде» всем. И связи у Миши были везде, не только в мире музыки. И у него здорово всё получалось.»
Николай Носков рассказывал о своём приходе в ансамбль:
…Мне кто-то сказал — ВИА «Надежда», там нужен вокалист. Я туда пришёл, мне Плоткин на ушко: «Готовь сашкины песни». Барабасы — они же всё ставят как в шахматах. Ты вроде поднимаешься, и для того, чтобы ты назад смотрел — тебе всё время подставляют кого-то, кто тебя может заменить. <…> Но Миша Плоткин — ему можно сказать огромное спасибо за это, — он всё-таки музыкантам давал выразиться: Вовка Кузьмин писал какие-то песни, приносил, и Миша их брал. Я пел песню Вовки Кузьмина!
Гитарист Вячеслав Семёнов, работавший в «Надежде» в 1976—1977 годах, вспоминал, что, перейдя в «Надежду» из ВИА «Коробейники», получал «почти те же деньги»: «Все-таки это были не звёздные коллективы, скорее, второго эшелона. Хорошо зарабатывали в „Самоцветах“, в „Пламени“… <…> Гостиницы не особо отличались от тех, в которых жили с „Коробейниками“. Может быть позже, после моего ухода, в этом плане что-то изменилось».
Сын Александра Шабина, бывшего бас-гитаристом «Надежды», Филипп Шабин впоследствии стал поп-рок-певцом, выступавшим уже в XXI веке под псевдонимом «БАтаник». Продюсером БАтаника был тоже бывший участник «Надежды» — Алексей Белов. 

## Современный состав
- Олег Каледин — художественный руководитель
- Алиса Князева — вокал, клавишные
- Александр Андреев — вокал, клавишные
- Алла Князева — вокал

## Бывшие участники
- Миша Плоткин† (1975—1985) — основатель, художественный руководитель[5]
- Игорь Иванов (1975—1976, в 1979—1981 выступал совместно с ансамблем как солист) — вокал, ритм-гитара[5]
- Владимир Скрипцов (1975—1976) — ударные[5]
- Сергей Бурченков† (1975—1976) — гитара[5]
- Вячеслав Улановский (1975—1976) — саксофон-тенор[5]
- Борис Коршунов (1975—1976) — тромбон, бэк-вокал[5]
- Сергей Киселёв (1975—1976) — труба[5]
- Феликс Красиловский (1975) — вокал[1]
- Евгений Гудков† (1976) — вокал[5]
- Людмила Барыкина (1976—1977) — вокал[5]
- Евгений Печёнов (1976—1977) — клавишные, бэк-вокал, вокал[5]
- Вячеслав Семёнов (1976—1977) — ритм-гитара[5]
- Юрий Назаренко (1976—1977) — тромбон[5]
- Леонид Белый† (1976—1978) — вокал[5]
- Олег (Алик) Петров (1976—1977) — бэк-вокал, звукорежиссёр[5]
- Александр Шабин (1976—1978) — бас-гитара[5]
- Пётр Наумов (1976—1978) — ударные, бэк-вокал[5]
- Людмила Шабина (1976—1978) — вокал[5]
- Виктор Андриевский (настоящая фамилия Троцкий[2]) (1976—1977) — труба[5]
- Людмила Иванова (1977) — бэк-вокал[5]
- Юрий Соловьёв (1977) — ударные[5]
- Александр Калугин (1977—1978) — вокал[5]
- Владимир Овчинников (1977—1978) — гитара[5]
- Владимир Кузьмин (1977—1978) — гитара, скрипка, флейта[5]
- Анатолий Мешаев (1977—1978) — тромбон[5]
- Виктор Горбунов (1977—1978) — труба[5]
- Алексей Кондаков† (1977—1979) — клавишные, вокал[5]
- Владимир Архипов (1977—1981) — вокал[5]
- Светлана Дулина (1978) — бэк-вокал, вокал[5]
- Николай Носков (1978—1979) — вокал[5]
- Олег Солодухин (1978—1979) — бас-гитара[5]
- Олег Чесноков (1978—1979) — гитара[5]
- Юрий Осипов (1978—1979) — вокал, бэк-вокал[5]
- Татьяна Рузавина (1978—1979, 1981—1982) — вокал[5] |  в 1981 году оба эти участника образовали отдельный дуэт
- Сергей Таюшев (1978—1979, 1981—1982) — вокал[5]     |
- Валентин Бурштейн (1979—1980) — вокал, фортепиано[5]
- Надежда Кусакина (1979—1980) — вокал[5]
- Дмитрий Мамохин (1979—1980) — труба[5]
- Юрий Ногин (1979—1981) — труба[5]
- Дмитрий Серебряков† (1979—1981) — ударные[5]
- Александр Мураев (1979—1985) — вокал, аранжировка[5]
- Олег Каледин (1980 — по настоящее время) — клавишные[5]
- Сергей Сатарин (1980) — вокал[5]
- Любовь Пенькова (Донских) (1980) — вокал[5]
- Виталий «Челдон» Ванчугов (1980) — саксофон, композиция, бэк-вокал[5]
- Александр «Бахила» Гольдин (1980) — труба[5]
- Борис «Синяк» Мирмов (1980) — тромбон[5]
- Алексей Белов (1980—1981) — гитара[5]
- Юрий Горьков (1980—1981) — бас-гитара, бэк-вокал[5]
- Сергей Литвяков (1980—1981) — труба[5]
- Ирина Севрюгина (1981) — вокал[5]
- Ольга Ларина (1981) — вокал[5]
- Сергей Антоненко (1981) — гитара[5]
- Владимир Смирнов (1981) — бас-гитара[5]
- Александр Мирохин (1981) — ударные[5]
- Виталий Ненастин (1981) — ударные, аранжировка[5]
- Михаил Гришунов (1981—1982) — бас-гитара[5]
- Михаил Поляков (1981—1982) — ударные[5]
- Марк Генкин (1981—1983) — бас-гитара, тромбон, стихи[5]
- Игорь Браславский (1982) — вокал[5]
- Сергей Ермаков (1982) — вокал[5]
- Алексей Дёмин (1982) — ударные[5]
- Андрей Костюченко (1982—1983) — вокал, клавишные[5]
- Дмитрий Зотов (1982—1983) — труба[5]
- Олег Курятников (1982—1983) — бэк-вокал[5]
- Алексей Ковылин (1982—1984) — бас-гитара[5]
- Александр Клевицкий (1983—?) — музыкальный руководитель, аранжировка, композиция, клавишные[5]
- Александр Андреев (1983—?) — вокал[5]
- Владимир Степин (1983—?) — вокал[5]
- Игорь Иванников (1983—1984) — бэк-вокал[5]
- Нина Матвеева (1985) — вокал[5]
- Денис Косякин  (2007 — 2014)  — вокал[5]

- Владимир Кирсанов (?) — хореография[5]
- Геннадий Максимов (?) — тромбон[5]
- Дмитрий Манохин (?) — труба[5]
- Элла Фидельман (Заславская) (?) — вокал[5]
- Вячеслав Назаров (?) — тромбон[5]
- С. Шевальский (?) — клавишные[5]

## Песни
- 17 лет (Анатолий Днепров — Владимир Харитонов) — вокал Людмила Барыкина[6]; Людмила Барыкина и Евгений Печёнов[7]; Игорь Иванов
- А я звоню опять (Вячеслав Добрынин — Михаил Пляцковский)[6]
- Алёшкина любовь (Сергей Дьячков — Онегин Гаджикасимов)[6]
- Альпийский огонёк — вокал ансамбль Евгений Печёнов (второй куплет); приглашённый солист[7]
- Алый парус надежды (Владимир Орловецкий — Людмила Щипахина)[6]
- Альпийский огонек (Александра Пахмутова — Николай Добронравов)[6]
- Большое лето (Роман Майоров — Анатолий Поперечный)[6]
- Братья по разуму (Александра Пахмутова — Николай Добронравов) — с Бисером Кировым[6]
- Будет светлым наш путь (Роман Майоров — Андрей Дементьев)[6] — вокал Евгений Гудков[7]
- Бывает (Алексей Мажуков — Владимир Харитонов) — вокал Людмила Барыкина и Евгений Печёнов[7]
- Быть или не быть (Бисер Киров — Николай Добронравов) — с Бисером Кировым[6]
- В книжке записной (Илья Словесник — Григорий Борисов)[6]
- Василиса Прекрасная (Олег Каледин — Михаил Пляцковский)[6]
- Верни мне зори вешние (Олег Иванов — Лев Ошанин, Андрей Дементьев)[6]
- Весна 45-го года (Александра Пахмутова — Евгений Долматовский)[6]
- Вираж (Александра Пахмутова — Николай Добронравов)[6]
- Вишня (Рудольф Мануков — Александр Прокофьев)[6]
- Вот было б здорово (Александр Журбин — Андрей Меньшиков)[6]
- Время моё (Игорь Якушенко — Юрий Каменецкий)[6] — вокал Евгений Гудков[7]
- Время не ждёт (Александра Пахмутова — Николай Добронравов)[6] — вокал совместно Людмила Барыкина, Евгений Гудков, Евгений Печёнов[7][8]
- Гаванские вечера (Валерий Пьянков — Анатолий Трусов)[6]
- Герои спорта (Александра Пахмутова — Николай Добронравов)[6] — вокал ансамбль[7]
- Гороскоп[9]
- Горячий снег (Александра Пахмутова — Михаил Львов)[6] — вокал ансамбль[7] (фрагмент сольного пения — Пётр Наумов)[10]
- Дарю тебе Москву (Давид Тухманов — Михаил Танич)[6]
- Девчонки танцуют на палубе (Александра Пахмутова — Сергей Гребенников, Николай Добронравов)[6]
- До отправленья поезда (Александра Пахмутова — Николай Добронравов)[6] — вокал Игорь Иванов[7]
- До третьих петухов (Александра Пахмутова — Николай Добронравов)[6] — вокал Евгений Печёнов[7][8]; Алексей Кондаков
- Дорога к морю (Юрий Антонов — Леонид Фадеев)[6]
- Дорогой комсомол (Александра Пахмутова — Николай Добронравов)[6]
- Есть на свете любовь (Арно Бабаджанян — Михаил Пляцковский)[6]
- Жил-был я (Давид Тухманов — Семён Кирсанов) — вокал Александр Мураев[6]
- Звёздная пристань (Александра Пахмутова — Николай Добронравов)[6][7]
- Зелёная ветка (Давид Тухманов — Игорь Шаферан)[6]
- Земля цветов (Евгений Мартынов — Игорь Шаферан) — в том числе с Евгением Мартыновым[6]
- Зеркало (Юрий Антонов — Михаил Танич)[6] — вокал Леонид Белый[7]; аранжировка Евгения Печёнова[8]
- Зоопарк (Олег Каледин — Наум Олев)[6]
- Из вагантов (Давид Тухманов — ваганты, свободный перевод Льва Гинзбурга)[6] — Игорь Иванов, Леонид Белый[8]
- Карусель счастья (Олег Иванов — Борис Вахнюк, Юрий Колоколов)[6]
- Книга чудес (Сергей Томин — Наум Олев)[6]
- Когда умолкнет дискотека (Александра Пахмутова — Николай Добронравов) — с Валерием Леонтьевым[6]
- Колокольчик (Давид Тухманов — Борис Дубровин)[6]
- Комсомольская путевка (Александра Пахмутова — Евгений Долматовский)[6] — вокал ансамбль[7]
- Комсомольское сердце (Александра Пахмутова — Николай Добронравов)[6]
- Кончилось детство (Роман Майоров — Наум Олев)[6] — вокал Евгений Печёнов[7][8]
- Круиз (Роман Майоров — Михаил Рябинин)[6]
- Куба — любовь моя (Александра Пахмутова — Сергей Гребенников, Николай Добронравов)[6]
- Лошадка[6]
- Люблю тебя (Игорь Якушенко — Владимир Харитонов)[6] — вокал Игорь Иванов и Людмила Шабина[7]; Леонид Белый и Людмила Шабина (после ухода Иванова из ансамбля)[11]
- Любовь, комсомол и весна (Александра Пахмутова — Николай Добронравов)[6] — вокал Игорь Иванов[7]
- Любовь надо беречь (Владимир Мигуля — Александр Жигарев)[6]
- Маленькая пристань (Олег Каледин — Давид Усманов)[6]
- Марафон (Александра Пахмутова — Николай Добронравов)[6]
- Медовый месяц (Владимир Мигуля — Михаил Танич)[6]
- Мне доверена песня (Георгий Мовсесян — Лев Ошанин)[6] — вокал Евгений Гудков[7]
- Мне теперь всё равно (Александр Шульга — Леонид Дербенёв)[6] — вокал Леонид Белый; Евгений Печёнов[7][8]
- Моему современнику (Александра Пахмутова — Николай Добронравов)[6]
- Молодость наша (Зиновий Бинкин — Виталий Петров) — с ансамблем «Мелодия»[6]
- Морская песня (Евгений Крылатов — Михаил Пляцковский)[6]
- Мы идём в огонь (Владимир Мигуля — Лев Ошанин)[6]
- Мы о земле поём (Зиновий Бинкин — Виталий Петров) — с ансамблем «Мелодия»[6]
- Мы твои навсегда[6]
- Мы с тобой танцуем (Давид Тухманов — Владимир Харитонов)[6]
- Навсегда (Роман Майоров — Илья Резник)[6]
- Надежда (Александра Пахмутова — Николай Добронравов)[6] — вокал ансамбль[7]
- Наташка (Олег Каледин)[6]
- Начало лета (Борис Ривчун — Владимир Харитонов)[6]
- Наша земля (Роман Майоров — Александр Жигарев)[6]
- Не расстанусь с комсомолом (Александра Пахмутова — Николай Добронравов)[6]
- Не уезжай (Владимир Кузьмин — Татьяна Артемьева, Владимир Кузьмин) — вокал Игорь Иванов, Николай Носков[6]
- Нежность (Александра Пахмутова — Сергей Гребенников, Николай Добронравов)[6] — вокал Леонид Белый и Людмила Шабина[7]
- Новая дорога (Александра Пахмутова — Марк Лисянский)[6] — вокал Игорь Иванов[7]
- Новый день (Александра Пахмутова — Николай Добронравов)[6]
- Оксана (Георгий Мовсесян — Лев Ошанин)[6] — вокал Евгений Гудков[7]
- Олимпийский талисман (Владимир Комаров — Майя Лаписова)[6] — вокал Леонид Белый[7]
- Олимпийский факел (Марк Минков — Владимир Костров)[6]
- От дорог устанешь — вокал Людмила Барыкина[7]
- Парни довоенных лет (Владимир Мигуля — Карина Филиппова)[6] — вокал Евгений Гудков, второй голос Евгений Печёнов[7]
- Пейзаж (Олег Каледин — Давид Усманов)[6]
- Песенка про сапожника (Давид Тухманов — Владимир Харитонов)[6] — вокал Игорь Иванов; Евгений Печёнов[7]
- Письмо с дороги (Илья Словесник — Григорий Борисов)[6]
- Пока не поздно (Александра Пахмутова — Николай Добронравов)[6]
- Последний троллейбус (Борис Рычков — Наум Олев)[6] — вокал Евгений Печёнов, Алексей Кондаков[8]
- Признание (Виктор Резников)[6]
- Птица счастья (Александра Пахмутова — Николай Добронравов)[6]
- Раз и навсегда (Вячеслав Добрынин — Михаил Пляцковский)[6]
- Решить должны мы сами (Александр Журбин — Ирина Журбина)[6]
- Родники России (Владимир Мигуля — Николай Шумаков)[6]
- Садовое кольцо (Юрий Антонов — Игорь Кохановский) — вокал Евгений Печёнов[8]
- Севернее всех (Александра Пахмутова — Андрей Вознесенский)[6]
- Сердце морское (Владимир Мигуля — Лев Ошанин)[6]
- Синяя песня (Теймураз Кухалев — Ирэна Сергеева)[6]
- Ставропольская осень (Людмила Лядова — Михаил Владимов)[6]
- Старт даёт Москва (Александра Пахмутова — Николай Добронравов)[6]
- Старшие (Владимир Орловецкий — Виктор Шпортько)[6]
- Старый клён (Александра Пахмутова — Михаил Матусовский)[6]
- Студенческий отряд (Сергей Томин — Инна Агрон, Борис Салибов)[6]
- Счастливый четверг (Ян Френкель — Игорь Шаферан)[6] — вокал Игорь Иванов[7]
- Танцевальный час на солнце (Давид Тухманов — Семён Кирсанов) — с Валерием Леонтьевым[6]
- Твои глаза (Игорь Поклад — Юрий Рыбчинский)[6]
- Темп (Александра Пахмутова — Николай Добронравов)[6]
- Три белых коня (Евгений Крылатов — Леонид Дербенёв)[6]
- Трудно жить без друзей (Олег Сорокин — Яков Гальперин)[6]
- Ты на море похожа (Ян Френкель — Игорь Шаферан)[6] — вокал Евгений Печёнов[7][8]
- Ты придёшь (Олег Иванов — Лев Ошанин)[6]
- Ты сама придумала (Вячеслав Добрынин — Михаил Пляцковский) — вокал Леонид Белый[7]; Алексей Кондаков
- Утро ровесников (Александра Пахмутова — Сергей Гребенников, Николай Добронравов)[6]
- Хотим мы доброго соседства (Павел Аедоницкий — Феликс Лаубе)[6]
- Школьный романс (Евгений Крылатов — Михаил Пляцковский)[6]
- Эта планета одна у людей (Юрий Чичков — Михаил Пляцковский)[6]
- Эти прекрасные дни (Владимир Мигуля — Андрей Дементьев)[6]
- Это только начало (Борис Ривчун — Владимир Харитонов)[6] — Евгений Печёнов[7][8]
- Это ты, любовь (Роман Майоров — Владимир Харитонов)[6] — вокал Евгений Печёнов[7][8]; Евгений Гудков[7][8]
- Юность (не следует путать с песней «Юность» от группы Dabro) (Наталья Русу-Козулина — Григол Абашидзе)[6]
- Я жду — ты не приходишь (Роман Майоров — Михаил Рябинин)[6]
- Я не умею танцевать (Виктор Резников — Виктор Резников, Юрий Бодров)[6]
- Я тебя не жду (Вячеслав Ветров — Ольга Фокина)[6]
- Я тороплюсь на свиданье с тайгой (Владимир Комаров) — вокал Людмила Шабина и Леонид Белый; Татьяна Рузавина и Сергей Таюшев[6]
- Я уезжаю часто (Роман Майоров — Андрей Дементьев)[6] — вокал Леонид Белый[7]
- Яростный стройотряд (Александра Пахмутова — Николай Добронравов)[6] — унисонное пение[7]; вокал Владимир Кузьмин; аранжировка Евгений Печёнов[8]
- Ясные светлые глаза (Рудольф Мануков — Владимир Лазарев) — вокал Людмила Шабина[7]

## Дискография
- 1977 — «Это только начало»
  - Это только начало (Музыка: Б. Ривчун, слова: В. Харитонов)
  - До отправления поезда (Музыка: А. Пахмутова, слова: Н. Добронравов)
  - Ты сама придумала (Музыка: В. Добрынин, слова: М. Пляцковский)
  - Счастливый четверг (Музыка: Я. Френкель, слова: И. Шаферан)
- 1981 — «Я + ты» (Песни на стихи Михаила Пляцковского)
  - А я звоню опять (Музыка: В. Добрынин, слова: М. Пляцковский)
  - Раз и навсегда (Музыка: В. Добрынин, слова: М. Пляцковский)
- 1984 — Журнал «Кругозор»
  - Вираж (Музыка: А. Пахмутова, слова: Н. Добронравов)
  - Три белых коня (Музыка: Е. Крылатов, слова: Л. Дербенёв)
- 1985 — «Карусель счастья»
  - Три белых коня (Музыка: Е. Крылатов, слова: Л. Дербенёв)
  - Карусель счастья (Музыка: О. Иванов, слова: Б. Вахнюк, Ю. Колоколов)
  - До третьих петухов (Музыка: А. Пахмутова, слова: Н. Добронравов)
  - Земля цветов (Музыка: Е. Мартынов, слова: И. Шаферан)
- 2008 — «Надежда» (сборник, CD; Мелодия MEL CD 60 01541)